# Шагабутдинов, Филарет Хадиевич
Филаре́т Хади́евич Шагабутди́нов (род. 12 февраля 1947, Ахмерово, Башкирская АССР) — советский и российский график и живописец. Член Союза художников с 1977 года. Заслуженный художник Республики Башкортостан (2014).

## Биография
Филарет Шагабутдинов родился 12 февраля 1948 года в деревне Ахмерово, входившей в состав Аургазинского района Башкирской АССР.
В 1966 году окончил Уфимское училище искусств. После выпуска из училища некоторое время проживал в Сибири (в частности, в г. Белово Кемеровской области). Преподавал в художественной школе, занимался графикой. В 1974 году вернулся в Уфу, где получил должность художника Башкирского творческо-производственного комбината. В 1998 году стал преподавателем Уфимского училища искусств.

## Творчество
Башкирская энциклопедия называет его «одним из ярких представителей» башкирской графики. Известен своими работами в техниках линогравюры (серия «Старая Уфа», 1976; «Зимний мотив», 1985), офорта («После снегопада», 1978), рисунка («На улице Казанской», 1985). С первой половины 1990-х годов художник обращается к живописи («Созерцание», 1993; «В ожидании сенокоса», 1999; и др.), продолжая работать и в области графики (серия «Мой город», 1995).
По мнению Г. Г. Калитова, автора монографии «Башкирская школа живописи», работы Филарета Шагабутдинова 1990-х — 2000-х годов относятся «к направлению постмодернизм, для которого характерны отрицание форм и эстетики прошлого».

## Признание

### Выставки
С 1972 года участвует в различных выставочных проектах (включая международные). Персональные выставки художника неоднократно проходили в Уфе (1997—1999,
2000—2005, 2007, 2011); в 2010 году состоялась его персональная выставка в Магнитогорске. В 2013 году в Уфимской художественной галерее проводилась персональная выставка Филарета Шага (Шага — творческий псевдоним), посвящённая его 65-летнему юбилею.

### Работы в музейных коллекциях
Работы художника представлены в собраниях различных российских и зарубежных музеев, в том числе в коллекциях Национального музея искусств имени Гапара Айтиева (Бишкек), БГХМ, Уфимской художественной галереи (Уфа).

### Награды и звания
Является членом Союза художников СССР с 1977 года. В 2014 году был удостоен звания «Заслуженный художник Республики Башкортостан».